# 萊湯遜音樂廳
萊湯遜音樂廳（英語：Roy Thomson Hall）是一座位於加拿大安大略省多倫多的音樂廳，座落多倫多市中心皇帝街和閃高街的交界處，鄰近多倫多地鐵的聖安德魯站，為多倫多交響樂團的主要表演場館。
多倫多交響樂團的主要表演場館原為於1894年啓用的馬西音樂廳（Massey Hall）。1967年，交響樂團總裁愛德華·皮克靈（Edward Pickering）和馬西音樂廳董事局主席曉·羅臣（Hugh Lawson）宣佈在市中心另建一座新音樂廳。項目於1978年9月26日動土，當時稱為新馬西音樂廳，由加拿大建築師阿瑟·埃里克森和梅瑟及哈爾登比建築事務所（Mather and Haldenby）設計，耗資4400萬加元興建。為了鳴謝萊·湯遜家族向項目捐出450萬加元，馬西音樂廳董事局於1982年1月14日宣佈將新音樂廳名為萊湯遜音樂廳。音樂廳首場音樂會於同年9月13日舉行，由多倫多交響樂團和多倫多曼德森合唱團（Toronto Mendelssohn Choir）演出。
為了改善場館音質，音樂廳營運當局於2000年宣佈進行場館提升工程。工程為期兩年，當局並於2002年3月至8月間封館以便改建。工程最終耗資2400萬加元，並於2002年9月完成，配合音樂廳啓用20周年。
萊湯遜音樂廳從1994年起成為多倫多國際電影節的其中一個電影播放場地。2000年電影《變種特攻》的場景中使用了該音樂廳。科幻電視劇《太空無垠》用它作為聯合國總部。
已故的加拿大新民主黨黨魁傑克·林頓的國葬儀式亦於2011年8月27日在此舉行。

## 外部連結
- 维基共享资源上的相關多媒體資源：萊湯遜音樂廳
- The Corporation of Massey Hall and Roy Thomson Hall （页面存档备份，存于）－馬西音樂廳及萊湯遜音樂廳公司網站